# Johanna Stribrant
För artikeln om den armeniska artisten Emmy, se Emma Bedzjanjan
Emmy Johanna Christine Stribrant, född 23 april 1980 i Skärholmens distrikt i Stockholm, är en svensk artist som under sin karriär använt artistnamnen Emmy respektive Saga.

## Biografi

### SomEmmy
Stribrant debuterade 2007 under artistnamnet Emmy. Hennes första produktion hette Sommar varje da! (tralalalala) och gavs ut av skivbolaget Bonnier Amigo. Under 2007 låg låten på första plats på Radiosevens topplista Topseven under fem veckor. I februari 2008 kom låten Skajagprova@hotmail.com.

### SomSaga
År 2022 återkom Stribrant som artist, nu under namnet Saga och med en musikstil som kombinerade modern elektronisk dansmusik med medeltida och folkliga element.

## Diskografi

### SomEmmy
- 2007 - Sommar varje da! (tralalalala)
- 2008 -  Skajagprova@hotmail.com

### SomSaga
- 2022 - Natten är kung
- 2022 - Jag vill va din Saga
- 2023 - Nattens krigare
- 2023 - Ulven, Räven, Haren
- 2023 - Gästabud
- 2023 - Rurik
- 2023 - Följer ett ljus
- 2023 - Julen är här igen
- 2024 - Regnbågens svärd
- 2024 - En riktig vikings fest
- 2024 - Sida vid sida
- 2024 - Vill du
- 2024 - Gunnborga den goda
- 2024 - Valens väg
- 2024 - Spacetime Holiday
- 2024 - Bubbel & mjöd